# Nefrologi
Nefrologi (af græsk: νεφρός, nephros (nyre) og -λογία, logia (læren om)) er det lægevidenskabelige speciale, der beskæftiger sig med nyrerne. Specialet omfatter diagnosticering og behandling af nyresygdomme, herunder behandling af patienter med nyresvigt der kræver dialyse eller nyretransplantation.
En læge med speciale i nefrologi kaldes en nefrolog eller nyrelæge. Danske nefrologer har deres eget videnskabelige selskab, Dansk Nefrologisk Selskab.
Nefrologi er et yderst kompliceret og omfattende organ, hvorfor der tilsvarende findes en højt specialiseret Nefrologisk afdeling på Rigshospitalet, der både modtager dårlige patienter med livstruende akut opståede nyresvigt, såvel som patienter med kroniske nyresygdomme.  
Ydermere overtager Nefrologisk afdeling på Rigshospitalet hyppigt patienter fra landets andre sygehuse, når kompleksiteten af vedkommende nyresygdom kræver et særligt fagligt højt niveau, som andre hospitaler ikke varetager. Sidst, men ikke mindst, modtager afdelingen patienter, som bliver fløjet ind fra Færøerne, Grønland og Bornholm til bl.a. akut dialyse. 
Behandlingen af den akutte patient afhænger naturligvis af patientens tilstand, men ofte modtager afsnittet svært uræmiske (toksiske) patienter, der har brug for akut dialyse via et akut dialysekateter. Uræmien indebærer alvorlige elektrolytforstyrrelser (kalium, calcium etc.), der bl.a. kan forårsage pludseligt hjertestop. Afsnittet modtager også hyppigt overhydrerede patienter, der skal afvandes akut, for at undgå lungeødem (ophobning af væske på lungerne, der for patienten føles som reel drukning). 
Sundhedspersonale på Nefrologisk afdeling er sammensat af kompetente og ambitiøse SOSU assistenter, sygeplejersker og læger. Alle sygeplejersker har gennemført et obligatorisk kursus i Nefrologisk medicin, samt et kursus i peritonealdialyse, hvorfor det altid vil være en stor fordel at ansætte en tidligere nefrologisk sygeplejerske, da denne er i stand til at håndtere "posedialyse". 